# Ohridia bathybia
Ohridia bathybia är en rundmaskart. Ohridia bathybia ingår i släktet Ohridia och familjen Microlaimidae. Inga underarter finns listade i Catalogue of Life.